# Peng Cheng

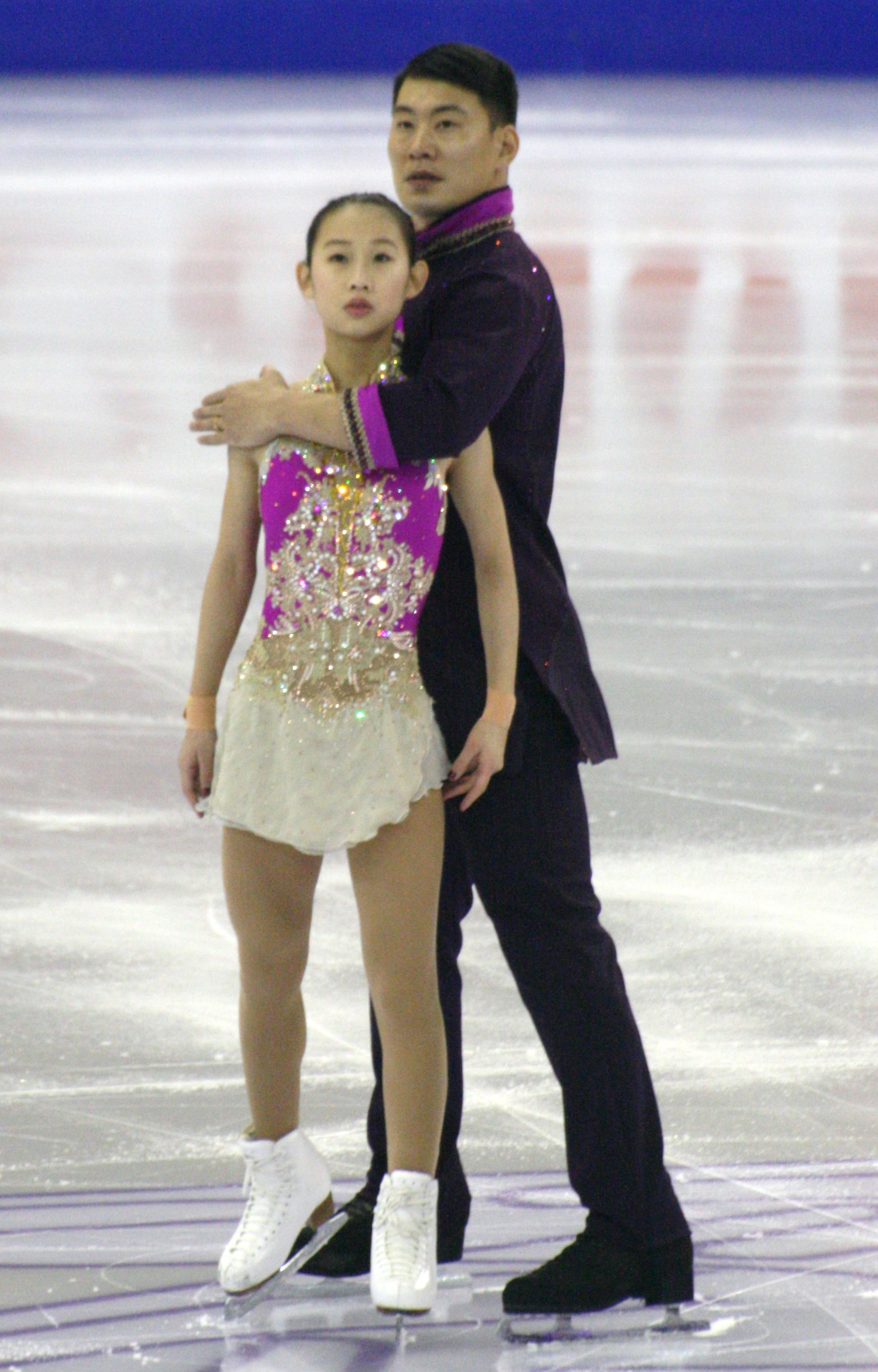
Peng en Zhang (2015)

Peng Cheng (Chinees: 彭程, Harbin, 23 april 1997) is een Chinees kunstschaatsster die uitkomt als paarrijdster. Ze nam in 2014 met haar schaatspartner Zhang Hao deel aan de Olympische Winterspelen in Sotsji en behaalde er de achtste plaats bij de paren.

## Biografie
Peng begon in 2003 met kunstschaatsen. In het begin schaatste ze met Zhang Tianci; sinds 2012 was Zhang Hao haar schaatspartner. Zijn eerdere partner Zhang Dan, met wie hij in 2006 olympisch zilver veroverde, besloot te stoppen met schaatsen. De beste prestaties van Peng en Zhang waren een vierde plaats bij de WK 2015 en zilver bij het Viercontinentenkampioenschap 2015. Ze namen in 2014 deel aan de Olympische Winterspelen in Sotsji, waar ze als achtste eindigden.
In april 2016 werd bekend dat Pengs samenwerking met Zhang was beëindigd; ze zou voortaan met Jin Yang uitkomen op kunstschaatskampioenschappen. De Chinese kunstschaatsbond had besloten om de paren Peng/Zhang en Jin/Yu te wisselen.

## Persoonlijke records
Peng/Zhang
| records             | punten | datum      | toernooi |
| ------------------- | ------ | ---------- | -------- |
| Hoogste totaalscore | 206.63 | 26-03-2015 | WK       |
| Hoogste korte kür   | 071.68 | 26-03-2014 | WK       |
| Hoogste vrije kür   | 136.96 | 26-03-2015 | WK       |

Peng/Jin
| records             | punten | datum      | toernooi         |
| ------------------- | ------ | ---------- | ---------------- |
| Hoogste totaalscore | 216.93 | 08-12-2018 | GP Final 2018/19 |
| Hoogste korte kür   | 075.76 | 06-02-2020 | 4CK              |
| Hoogste vrije kür   | 141.21 | 08-12-2018 | GP Final 2018/19 |

## Belangrijke resultaten
2012-2016 met Zhang Hao, 2016-2021 met Jin Yang
| Kampioenschap                                                                   | 12/13 | 13/14        | 14/15  | 15/16 |        | 16/17  | 17/18  | 18/19  | 19/20 | 20/21 |
| ------------------------------------------------------------------------------- | ----- | ------------ | ------ | ----- | ------ | ------ | ------ | ------ | ----- | ----- |
| Olympische Spelen                                                               |       | 8e 7e (team) |        |       |        | 17e    |        |        |       |       |
| Wereldkampioenschap                                                             | 11e   | 5e           | 4e     | 12e   |        | 9e     | 4e     | *      | 5e    |       |
| Viercontinentenkampioenschap                                                    | 5e    |              | Zilver |       | 5e     | t.z.t. | Brons  | Zilver | *     |       |
| Aziatische Spelen                                                               |       |              |        |       | Zilver |        |        |        |       |       |
| Grand Prix-finale                                                               |       | 4e           | 4e     | 6e    | 6e     |        | Zilver | Zilver |       |       |
| Nationaal kampioenschap                                                         |       | Goud         |        |       | Goud   | Zilver | Goud   | Goud   |       |       |
| t.z.t. = trokken zich terug / * Afgelast naar aanleiding van de coronapandemie. |       |              |        |       |        |        |        |        |       |       |